# Штегмайер, Маттеус
Маттеус Штегмайер (нем. Matthäus Stegmayer; 29 апреля 1771, Вена — 10 мая 1820, Виден, ныне в составе Вены) — австрийский композитор, драматург и либреттист. Отец Фердинанда Штегмайера.
В детские годы пел в Венском хоре мальчиков и в хоре Церкви доминиканцев, в 1783—1789 гг. учился в венской Академической гимназии, но затем ушёл оттуда, чтобы присоединиться к театральной труппе Иоганна Кристиана Кунца. С 1790 г. играл в труппе Кристофа Людвига Зайпа в Пресбурге, в 1792 г. начал сочинять музыку для постановок труппы — первой работой Штегмайера стала музыка к драме Августа фон Коцебу «Отшельник на Форментере». В 1793 г. получил ангажемент в венском Театре в Йозефштадте в амплуа молодого любовника. С 1796 г. в Виденском театре Э. Шиканедера как композитор, либреттист и комический актёр. С 1801 г. играл в Бургтеатре, сохранив позиции либреттиста в театре Шиканедера. С 1804 г. пьесы Штегмайера, помимо Вены, ставятся в Мангейме, а с 1807 г. и в придворном театре в Веймаре, в связи с чем Штегмайер знакомится с Гёте. В Вене он в 1815 г. возглавляет хор Кернтнертор-театра, а с 1816 г. и до конца жизни руководит музыкальным издательством Венской оперы.
Штегмайеру принадлежит множество зингшпилей (в некоторых только либретто, в других и музыка). Наибольшей популярностью пользовались его сочинения в жанре кводлибета, то есть составленные из номеров разных авторов и разного происхождения, — особенно это относится к либретто Штегмайера «Тиль Уленшпигель» (музыка Иоганна Нестроя, 1808) и «Рохус Пумперникель» (музыка Игнаца Ксавера фон Зайфрида, 1809). Другими либретто Штегмайера пользовались Конрадин Крейцер, Франц Ксавер Зюсмайер и др. Как композитор Штейгмайер также обращался к церковной музыке.